# Техничка школа Нови Београд
Техничка школа Нови Београд једна је од београдских средњих школа. Почела је са радом 1975. године, а налази се на адреси Омладинских бригада 25, на Новом Београду.

## Опште карактеристике
Школа је основана 1975. године и у то доба била је један од најсавременијих образовних машинских центара. Школа је носила назив Машински образовни центар Нови Београд, а од 2001. године након промене Закона о средњим школама носи садашње име.
Школа данас располаже са 16 специјализованих учионица, 11 кабинета за наставу и 9 кабинета у којима се врши припрема за час. У оквиру школе налази се библиотека, фискултурна сала са учионицама и велика свечана сала са 220 места за седење. Школа поседује и радионицу опремљену са великим бројем машина, апарата, алата и учила за реализацију наставе. Постоје и учионице за извођење практичне наставе, за образовне профиле техничар и механичар оптике, као и четири опремљена кабинета за техничаре и механичаре грејања и климатизације. У школи се налази и 5 рачунарских кабинета.
У оквиру школског дворишта налази се терен за одбојку, тенис и балон за мали фудбал. У школи постоје ваннаставне секције информатике, драме, новинарства, фотографије, шаха, музике и друге. У школи се традиционално организује Фестивал грејања и климатизације, а у мају сваке године такмичење „Покажи свој таленат”, на којем поред ђака учествују родитељи и професори школе.
У школи се ђаци образују у пет образовних профила: машински техничар за компјутерско конструисање, техничар оптике, техничар грејања и климатизације, механичар грејне и расхладне технике и механичар оптике.